# São João do Campo
São João do Campo is een plaats (freguesia) in de Portugese gemeente Coimbra en telt 2 309 inwoners (2001).